# Théodore II (pape)
Pour les articles homonymes, voir Théodore II.
Théodore II, né à Rome en 840, a été élu pape vers le début du mois de décembre 897 pendant seulement une vingtaine de jours. Qualifié d'ami de la paix, il eut le temps de réhabiliter la mémoire de Formose (ses restes sont une nouvelle fois déterrés et déposés solennellement à la basilique Saint-Pierre ce qui ramène provisoirement le calme), fit brûler les lettres de renonciation que les clercs ordonnés par Formose avaient été contraints par Étienne VI de signer et de préparer un synode pour annuler les conclusions du « concile cadavérique ». On ignore les causes exactes de sa mort mais il a été probablement assassiné. Sa dépouille fut inhumée dans l'ancienne basilique Saint-Pierre.